# Батковци (Оштра Лука)
Батковци су насељено мјесто у општини Оштра Лука, Република Српска, БиХ. Према попису становништва из 2013, у насељу је живјело 90 становника.

## Становништво
| Демографија | Демографија | Демографија |
| Година      | Становника  | Становника  |
| ----------- | ----------- | ----------- |
| 1961.       | 375         |             |
| 1971.       | 383         |             |
| 1981.       | 299         |             |
| 1991.       | 213         |             |
| 2013.       | 90          |             |